# Don't Break the Oath
Albums de Mercyful Fate
Melissa
(1983) The Beginning
(1987)
Don't Break the Oath est le second album studio du groupe Mercyful Fate. Il est sorti en 1984.
Le style utilisé par Mercyful Fate sur cet album est un mélange de heavy metal à la Judas Priest/Iron Maiden et une légère touche de black metal, les paroles traitent de Satan et de l'occulte. L'album a été complètement réédité puis publié à nouveau par Roadrunner Records en 1997. Ce disque préfigure la première vague de black metal.

## Liste des titres
Toutes les paroles sont écrites par King Diamond.
| No  | Titre                                 | Musique                       | Durée |
| --- | ------------------------------------- | ----------------------------- | ----- |
| 1.  | A Dangerous Meeting                   | Hank Shermann                 | 5:10  |
| 2.  | Nightmare                             | Hank Shermann                 | 6:19  |
| 3.  | Desecration of Souls                  | Hank Shermann                 | 4:54  |
| 4.  | Night of the Unborn                   | Hank Shermann, Michael Denner | 4:59  |
| 5.  | The Oath                              | King Diamond                  | 7:31  |
| 6.  | Gypsy                                 | King Diamond, Michael Denner  | 3:08  |
| 7.  | Welcome, Princess of Hell             | Hank Shermann                 | 4:03  |
| 8.  | To One Far Away                       | Michael Denner                | 1:31  |
| 9.  | Come to the Sabbath                   | King Diamond                  | 5:19  |
| 10. | Death Kiss (démo, titre bonus (1997)) | Hank Shermann                 | 4:30  |

- La chanson Death Kiss est un titre bonus paru sur la version remasterisée de 1997. C'est aussi une vieille version démo de la chanson A Dangerous Meeting.
- Le titre de la septième chanson est Welcome Princes Of Hell (« Bienvenue aux princes de l'Enfer »), et non Welcome Princess Of Hell (« Bienvenue à la princesse de l'Enfer »). Cela est dû à une faute d'impression, les paroles étant correctement imprimées sur le tirage original, mais pas le titre.

## Composition du groupe
- King Diamond - Chants
- Hank Shermann - Guitares
- Michael Denner - Guitares
- Timi "Grabber" Hansen - Basse
- Kim Ruzz - Batterie